# Asterio (figlio di Comete)
Nella mitologia greca, Asterio o Asterione era un figlio di Comete, figlio di Testio, e pertanto appartenente alla famiglia dei Pelopidi. Sua madre potrebbe essere stata Antigone, figlia di Fere.
Come altri eroi, rispose all'appello di Giasone per viaggiare fino alla Colchide e recuperare il vello d'oro, ed è pertanto contato tra gli argonauti.
Non va confuso con un altro Asterio, anch'egli a volte contato tra gli argonauti, figlio di Ippaso e fratello di Attore. 